# Erdre-en-Anjou
Erdre-en-Anjou ist eine französische Gemeinde mit 5784 Einwohnern (Stand: 1. Januar 2022) im Département Maine-et-Loire in der Region Pays de la Loire. Sie gehört zum Arrondissement Segré und ist Mitglied im Gemeindeverband Communauté de communes des Vallées du Haut-Anjou.
Die Gemeinde entstand mit Wirkung vom 28. Dezember 2015 als Commune nouvelle durch Zusammenlegung der bis dahin selbstständigen Gemeinden Brain-sur-Longuenée, Gené, La Pouëze und Vern-d’Anjou, die fortan den Status von Communes déléguées besitzen. Der Verwaltungssitz befindet sich im Ort Vern-d’Anjou.

## Gemeindegliederung
| Commune déléguée               | Ehemaliger INSEE-Code | PLZ   | Fläche (km²) | Einwohnerzahl (2022) |
| ------------------------------ | --------------------- | ----- | ------------ | -------------------- |
| Vern-d’Anjou (Verwaltungssitz) | 49367                 | 49220 | 36,11        | 2329                 |
| Brain-sur-Longuenée            | 49043                 | 49220 | 22,43        | 0949                 |
| Gené                           | 49148                 | 49220 | 09,25        | 0497                 |
| La Pouëze                      | 49249                 | 49370 | 22,15        | 2009                 |

## Geografie

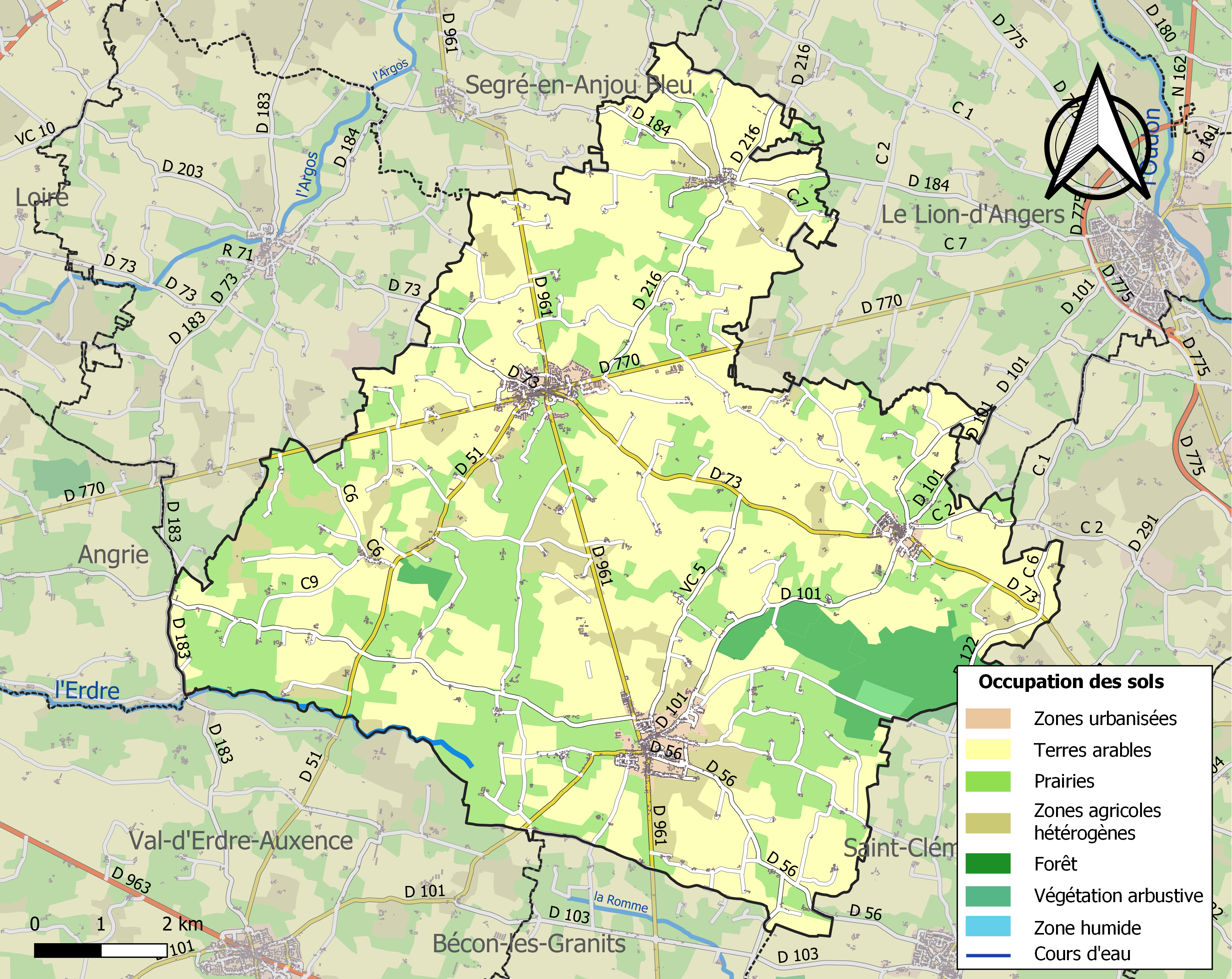
Bodennutzung und Infrastruktur der Gemeinde (2018)

Erdre-en-Anjou liegt etwa 26 Kilometer nordwestlich von Angers in der Région naturelle des Haut-Anjou, Teil der historischen Provinz des Anjou.
Das Gemeindegebiet liegt im Einzugsbereich der Loire und wird entwässert von der Erdre, die im Süden der Gemeinde entspringt sowie von kleineren, meist zeitweise trockenfallenden Bächen. Das Bodenrelief ist relativ flach mit Höhen bis zu 100 m. Das Ortszentrum liegt auf etwa 43 m.
Teile des Gebiets von Erdre-en-Anjou gehören zur 660 Hektar großen ZNIEFF-Naturzone „Forêt de Longuenée“ (520015088).
Umgeben wird Erdre-en-Anjou von neun Nachbargemeinden:
| Segré-en-Anjou Bleu    |                                             | Le Lion-d’Angers                             |
| Angrie Chazé-sur-Argos | Kompassrose, die auf Nachbargemeinden zeigt | Grez-Neuville                                |
| Val d’Erdre-Auxence    | Bécon-les-Granits                           | Longuenée-en-Anjou Saint-Clément-de-la-Place |

## Sehenswürdigkeiten

### Brain-sur-Longuenée
- Kirche Saint-Didier
- Kapelle Sainte-Anne
- Einsiedlerkapelle von Le Puits Hervé
- Schloss Montergon, um 1673 erbaut
- Schloss La Maison-Blanche
- Herrenhaus La Himbaudière
- Rathaus, früheres Pfarrhaus, aus dem 15. Jahrhundert

### Gené
- Kirche Saint-Pierre-et-Saint-Paul aus dem 16. Jahrhundert

### La Pouëze
- Kirche Saint-Victor
- Kapelle Sainte-Émérance
- Kapelle Saint-Barthélemy
- Schloss La Villenière
- Schloss Anjouère
- Windmühlenruine La Lande

### Vern-d’Anjou
- Pfarrkirche Saint-Gervais et Saint-Protais von 1870

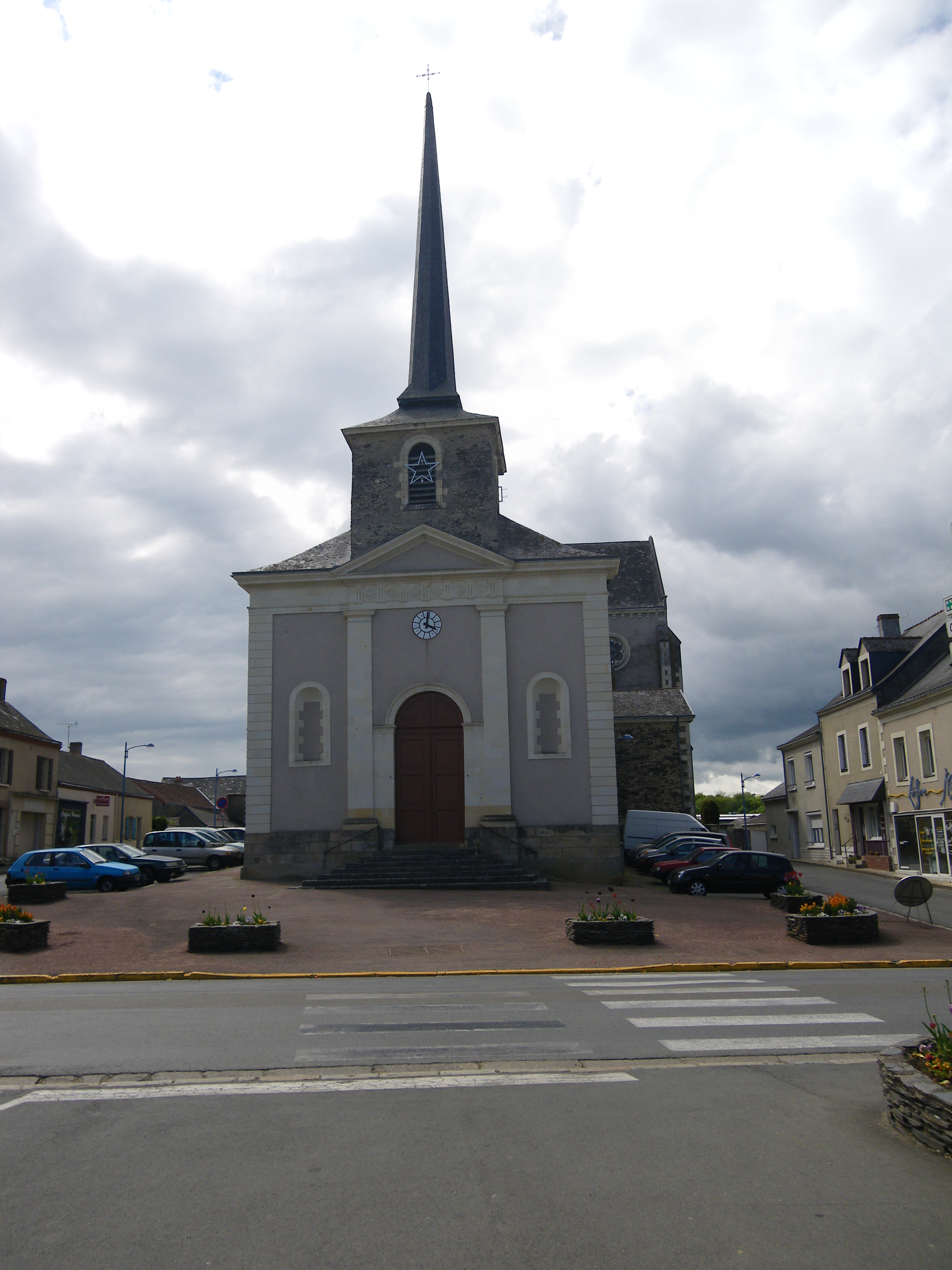
Kirche Saint-Victor in La Pouëze
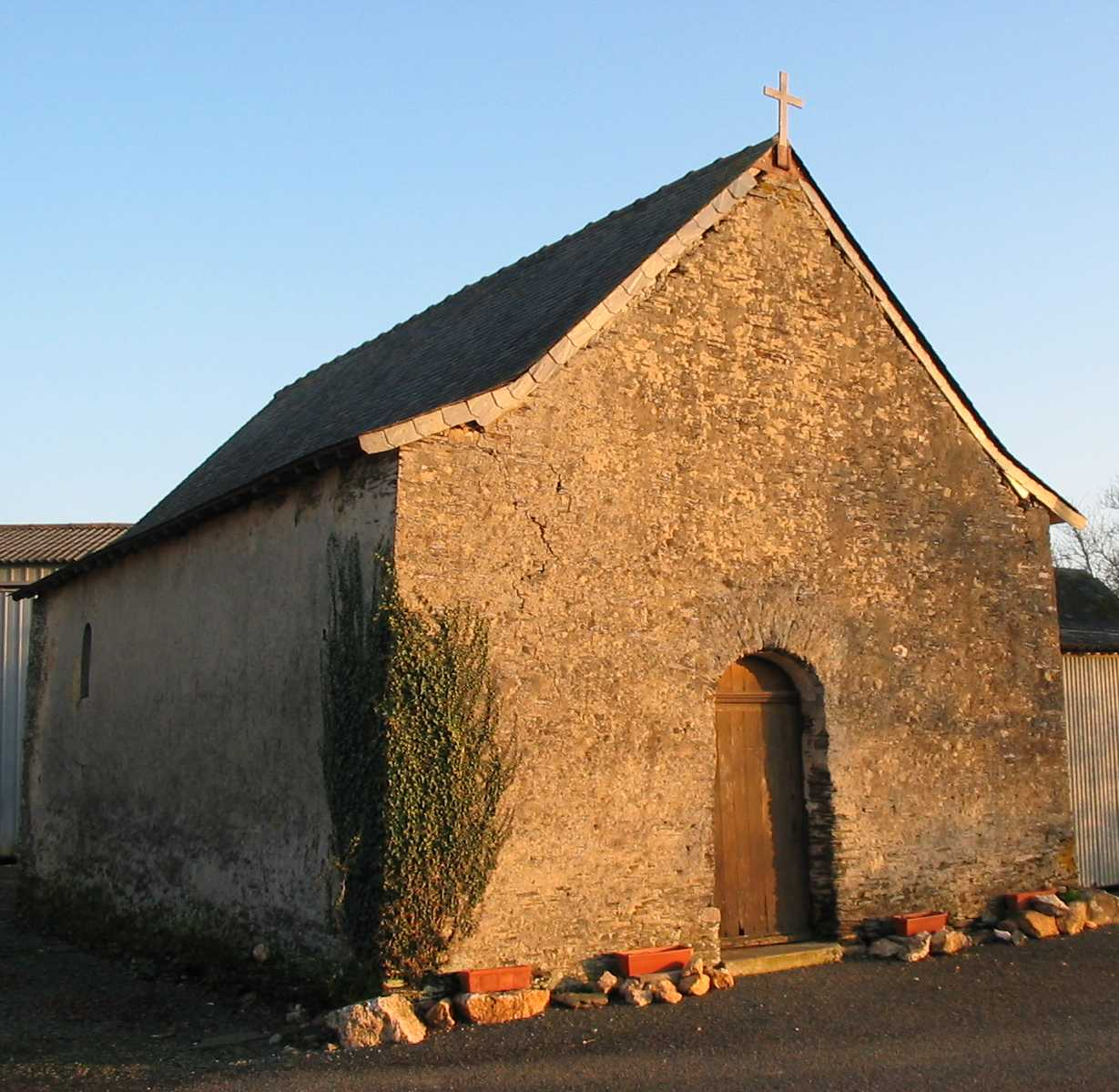
Kapelle Saint-Barthélemy in La Pouëze
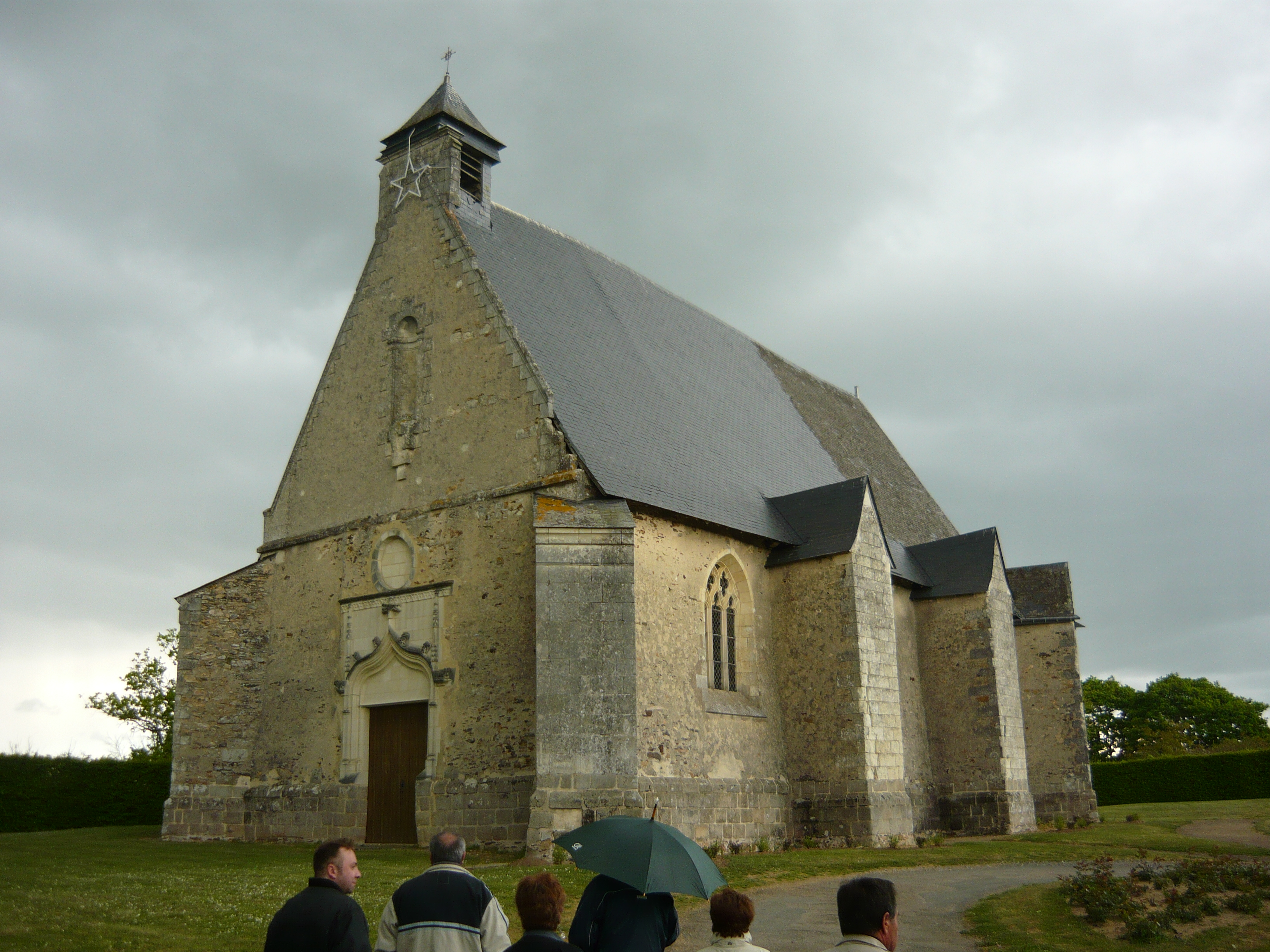
Kapelle Sainte-Émérance in La Pouëze
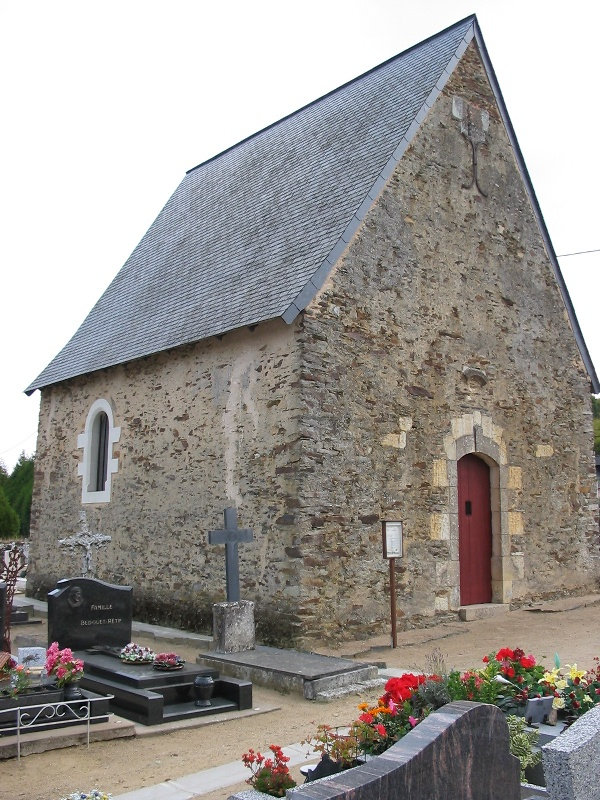
Kapelle Sainte-Anne in Brain-sur-Longuenée
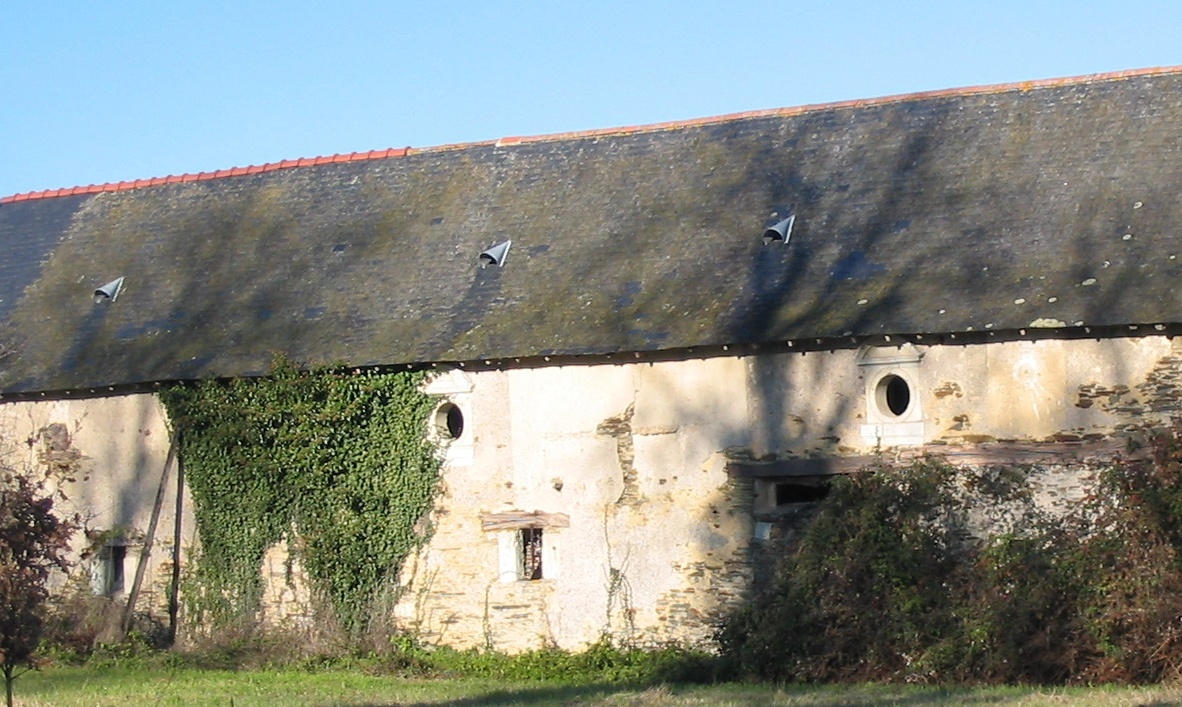
Schloss Montergon in Brain-sur-Longuenée
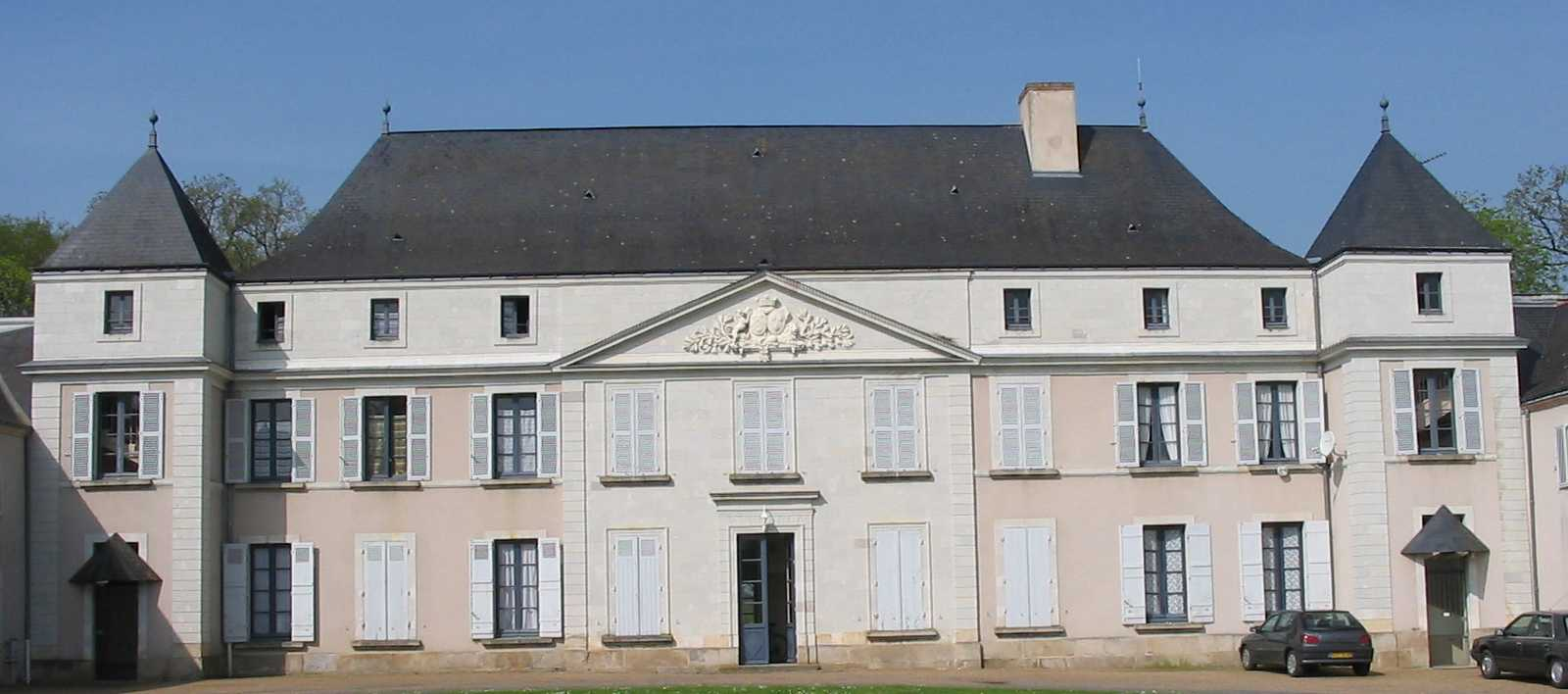
Schloss La Villenière in La Pouëze
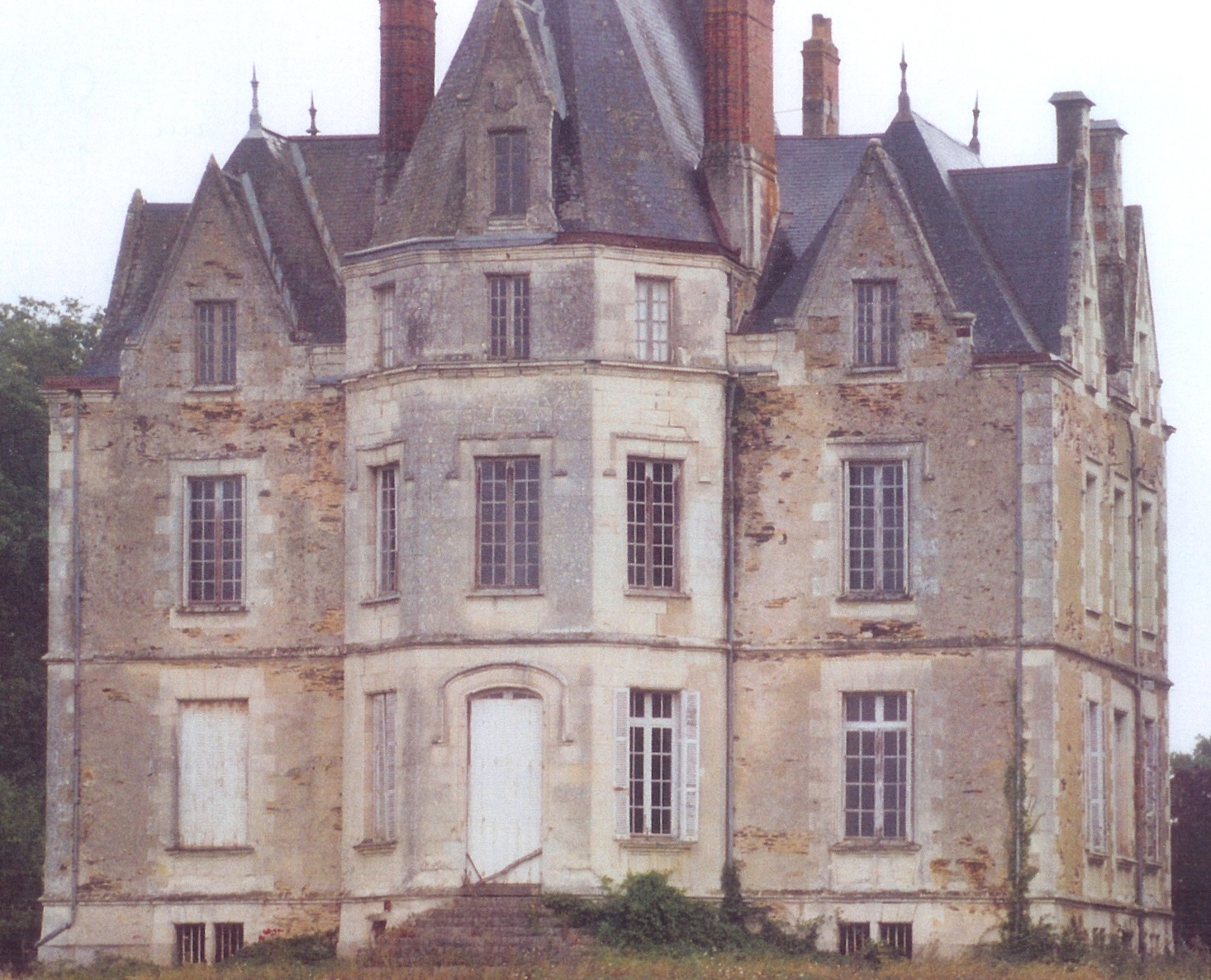
Schloss Anjouère in La Pouëze
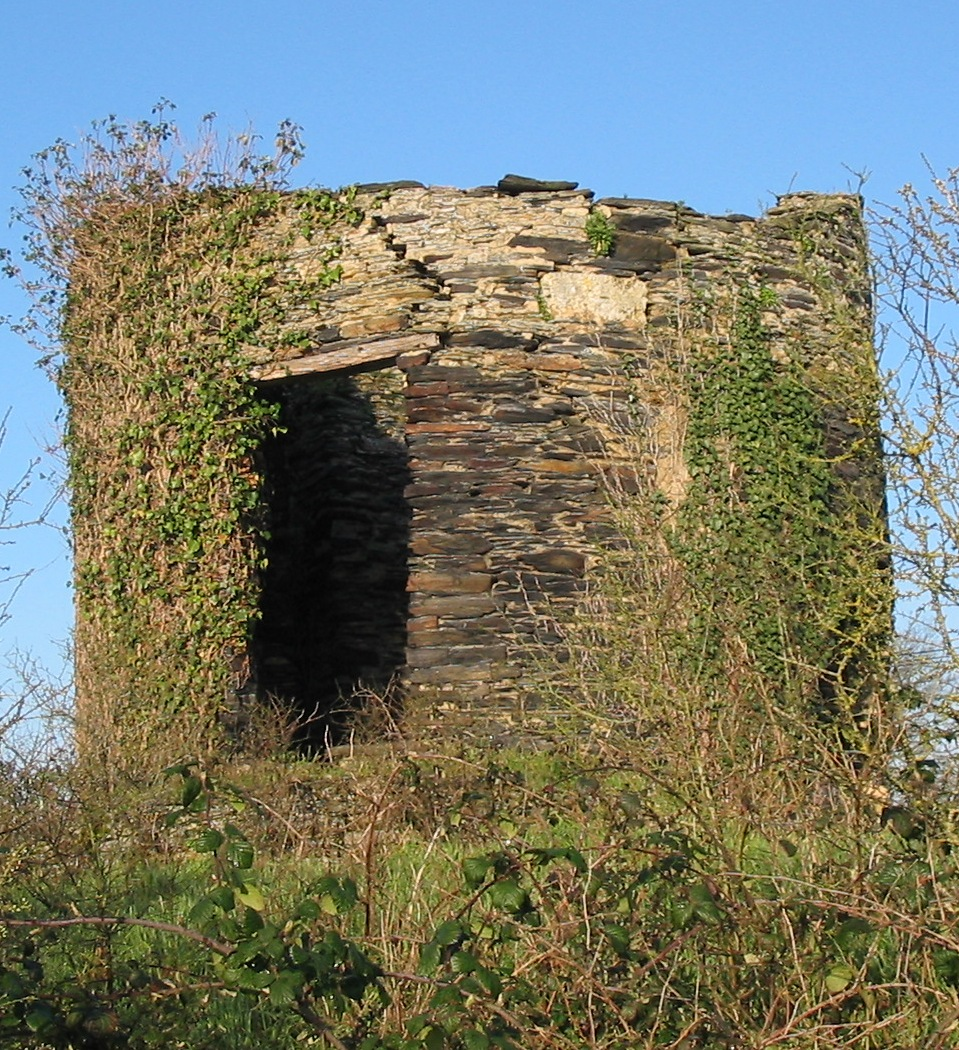
Ruine der Windmühle von La Lande in La Pouëze

## Bildung
Erdre-en-Anjou verfügt über
- eine öffentliche Vorschule (École maternelle),
- zwei private Vor- und Grundschulen (Écoles primaires),
- drei öffentliche Vor- und Grundschulen und
- eine öffentliche Grundschule (École élémentaire).[3]

## Wirtschaft
Die Wirtschaft der Orte war jahrhundertelang auf die Selbstversorgung der Bevölkerung ausgerichtet. Mit dem Anwachsen der Einwohnerzahl von Angers wurde auch für die dortigen Märkte produziert, was wegen der Entfernung jedoch nicht leicht zu bewerkstelligen war.
| Erdre-en-Anjou | Erdre-en-Anjou | Erdre-en-Anjou | Département | Département | Département | Metropolitan-Frankreich | Metropolitan-Frankreich | Metropolitan-Frankreich |
| -------------- | -------------- | -------------- | ----------- | ----------- | ----------- | ----------------------- | ----------------------- | ----------------------- |
| Gesamt         | Männer         | Frauen         | Gesamt      | Männer      | Frauen      | Gesamt                  | Männer                  | Frauen                  |
| 74,0 %         | 76,0 %         | 71,9 %         | 68,5 %      | 71,3 %      | 65,8 %      | 66,1 %                  | 68,9 %                  | 63,4 %                  |

Die Beschäftigungsrate der Gemeinde ist höher als die des Départements Maine-et-Loire und die von Metropolitan-Frankreich. Im Vergleich zu 2015 stieg die Gesamtquote der Gemeinde um 2,1 %. Die meisten Beschäftigten sind im Handel, Transportwesen oder in verschiedenen Dienstleistungssektoren beschäftigt. Mehr als vier Fünftel sind Auspendler. 81,2 % arbeiteten 2021 in einer anderen Gemeinde, 5,7 % mehr als im Jahr 2015. Dabei benutzten sie zu 87 % ein Auto, einen Last- oder Lieferwagen, nur 1,5 % ein öffentliches Verkehrsmittel.
| Erdre-en-Anjou | Erdre-en-Anjou | Erdre-en-Anjou | Erdre-en-Anjou | Département | Département | Département | Département | Metropolitan-Frankreich | Metropolitan-Frankreich | Metropolitan-Frankreich | Metropolitan-Frankreich |
| -------------- | -------------- | -------------- | -------------- | ----------- | ----------- | ----------- | ----------- | ----------------------- | ----------------------- | ----------------------- | ----------------------- |
| Gesamt         | 15–24          | 25–54          | 55–64          | Gesamt      | 15–24       | 25–54       | 55–64       | Gesamt                  | 15–24                   | 25–54                   | 55–64                   |
| 8,0 %          | 22,3 %         | 6,3 %          | 7,3 %          | 10,3 %      | 19,7 %      | 8,9 %       | 8,9 %       | 11,7 %                  | 23,2 %                  | 10,5 %                  | 9,8 %                   |

Die Arbeitslosenquote zeigt ein gemischtes Bild. Sie liegt in allen Bereichen außer in der Altersklasse der 15- bis 24-Jährigen niedriger im Vergleich zum gesamten Département und Metropolitan-Frankreich. Im Vergleich zu 2015 fiel die Gesamtarbeitslosenquote der Gemeinde um 0,6 %, in der Altersklasse der 15- bis 24-Jährigen immerhin um 2 %.

## Verkehr
Die zur Departementsstraße D 770 herabgestufte ehemalige Route nationale 770 von Châteauneuf-sur-Sarthe über Le Lion-d’Angers nach Candé durchquert die Gemeinde von Nordost nach Südwest. Die zur Departementsstraße D 961 herabgestufte ehemalige Route nationale 161bis von Chalonnes-sur-Loire über Bécon-les-Granits nach Segré kreuzt die D 770 im Gemeindezentrum. Die Departementsstraße D 73 führt vom Zentrum in Vern-d’Anjou in südöstlicher Richtung über Brain-sur-Longuenée nach Longuenée-en-Anjou, die Departementsstraße D 51 in südwestlicher Richtung über Val d’Erdre-Auxence nach Le Fresne-sur-Loire. Nachgeordnete Departementsstraßen und lokale Landstraßen verbinden die Ortsteile miteinander und mit weiteren Nachbargemeinden.
Busse einer Linie der Transportgesellschaft Aléop der Region Pays de la Loire verbinden die Gemeinde mit Angers.

## Gemeindepartnerschaft
Mit Tatsfield, einem Civil Parish in der Grafschaft Surrey in England besteht seit 1976 eine Partnerschaft.